# クレイグ・ジョンソン
クレイグ・ジョンソン（英語: Craig Johnson）は、アメリカ合衆国の脚本家、映画監督。

## 経歴
ワシントン州ベリンハムに生まれる。ワシントン大学演劇学部で演劇を学び、大学卒業後は劇場で数年間スケッチ・コメディーを担当したり、太平洋科学センターで教育プレゼンターとして働いた。
2002年にニューヨーク市に移り、ニューヨーク大学ティッシュ芸術学部で映画制作を学んだ。その論文プロジェクトに基づいた映画『真の思春期』は自身初の長編映画として2009年に公開された。2作目となる『スケルトン・ツインズ 幸せな人生のはじめ方』は2014年に公開された。以降も2017年公開の『ウィルソン』や2018年公開の『アレックス・ストレンジラブ』などで監督や脚本を担当した。
ジョンソンは自身が同性愛者であることを公言しており、2015年5月23日、9年間交際していたフードライター・ブロガーのアダム・ロバーツとロサンゼルスで結婚した。

## 主な作品
- スケルトン・ツインズ 幸せな人生のはじめ方 The Skeleton Twins (2014)
- ウィルソン Wilson (2017)
- アレックス・ストレンジラブ Alex Strangelove (2018)